# Kasacja (forma muzyczna)

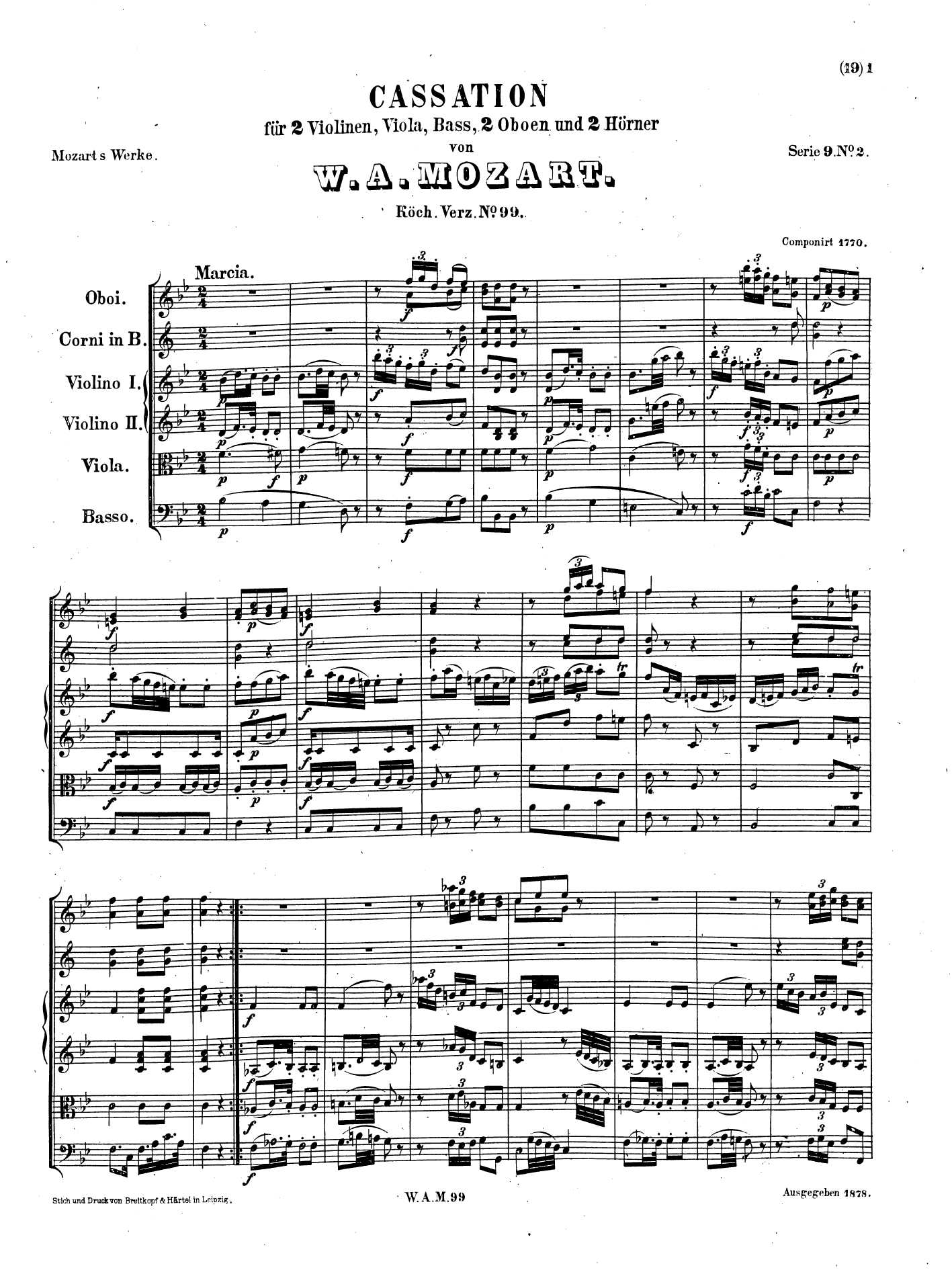
W.A. Mozart, Cassation B-dur KV 99, Breitkopf 1878

Kasacja (niem. Cassatio, Cassatione, Cassation, Kassation, Gassation; wł. cassatio, cassazione, rzadziej niem. Grassaten, wł. crassatio) – instrumentalna cykliczna forma muzyczna na orkiestrę lub zespół kameralny, zbliżona do serenady, divertimenta i nokturnu, przeznaczona do wykonań na wolnym powietrzu, szczególnie wieczorami.

## Budowa formalna
Po roku 1750 barokowa suita taneczna, bardzo popularna w minionych dziesięcioleciach, stopniowo zanika. Pozostawia jednak ślady (budowa cykliczna, części taneczne) w nowych formach muzyki kameralnej i orkiestrowej, jak serenada, divertimento, kasacja czy symfonia.
Kasacje stanowiły zwykle cykle luźno zestawionych krótkich, prostych utworów w kontrastujących tempach. Często zawierały menuety i marsze (te ostatnie najczęściej jako części skrajne, przy czym ostatnia bywała powtórzeniem Da capo części pierwszej). Kolejność poszczególnych części można było zmieniać, a ich liczba mogła sięgać nawet dziesięciu (np. Kassation KV 100/62a Mozarta).
Typowym przykładem tego gatunku jest Kasacja B-dur KV 99/63a Mozarta z roku 1769 na dwa oboje, dwa rogi i smyczki, na którą składają się następujące części: Marcia, Allegro molto, Andante, Menuetto, Andante, Menuetto, Allegro, a charakterystycznym zakończeniem cyklu jest powtórzenie części I (Marcia da capo).
Trudno doszukać się jakiejś istotnej cechy formalnej, która odróżniałaby kasację od innych gatunków zbliżonych do serenady, takich jak divertimento, notturno czy Finalmusik (kompozycje Mozarta i innych kompozytorów na letnie uroczystości rozdania dyplomów Uniwersytetu w Salzburgu, przypominające serenadę). Jest prawdopodobne, że termin cassation odnosił się do funkcji społecznej tych utworów, granych dla rozrywki na świeżym powietrzu, a nie do jakichkolwiek specyficznych cech formalnych. Za tą interpretają może przemawiać tytuł utworu czeskiego kompozytora Floriana Leopolda Gassmanna (1729-1774): Galanderie per Flauto Traverso primo, Flauto Traverso secondo, Corno primo e secondo, Violoncello per una Cassatione (Galanderie na flet poprzeczny pierwszy, flet poprzeczny drugi, róg pierwszy i drugi, wiolonczelę na kasację).
Hugo Riemann w swoim Słowniku Muzycznym wskazuje, że wykonywane były zwłaszcza jako Abendmusik (muzyka wieczorna).

## Nazwa

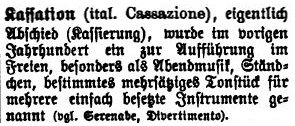
Hugo Riemann, Music Lexicon, V wydanie, Leipzig 1900, s. 551, definicja kasacji (Kassation).

W katalogach tematycznych Breitkopfa z tamtych czasów – podobnie jak u samych kompozytorów – można zauważyć tendencję do zamiennego stosowania tytułów „cassation” i „divertimento”. Wydaje się, że zarówno Mozart, jak i Michael Haydn używali tego terminu tylko w odniesieniu do utworów orkiestrowych, pozornie przypominających serenadę salzburską, ale generalnie pozbawionych części koncertujących, podczas gdy Joseph Haydn nazwał „Cassations” swoje kwartety smyczkowe op. 1 i op. 2. Kasacje kameralne i orkiestrowe wydają się być stylistycznie powiązane odpowiednio z divertimento i serenadą. Włoskiego terminu cassazione używał Antonio Salieri.

## Twórcy

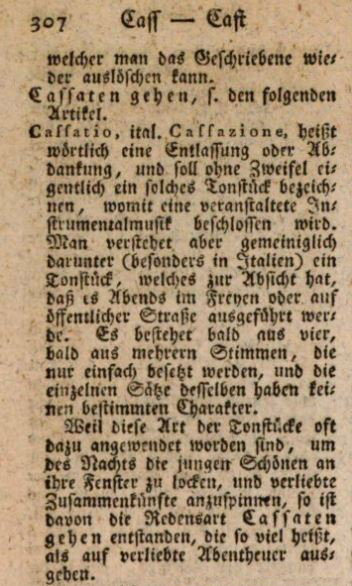
Heinrich Christoph Koch, Musikalisches Lexicon (1802), s. 307, definicja kasacji (Cassatio)

Kasacje były szczególnie popularne w południowych Niemczech, Austrii i Czechach od połowy do końca XVIII wieku. Niektóre wczesne dzieła Josepha Haydna i Wolfganga Amadeusza Mozarta noszą tytuł cassation. Tworzyli je też inni kompozytorzy epoki preklasycznej i klasycznej, jak np. Franz Joseph Aumann, Carl Ditters von Dittersdorf, Michael Haydn, Leopold Hofmann, Antonio Rosetti, Joseph Schmitt, Johannes Matthias Sperger, Joseph Mannl, Jan Křtitel Vaňhal i inni.
Kasacje orkiestrowe pisali m.in. Joseph Haydn, Johann Michael Haydn, Wolfgang Amadeusz Mozart czy Joseph Hafeneder. Kasacje na kameralne składy instrumentów smyczkowych lub dętych pozostawili m.in.: Jan Křtitel Vaňhal, Antonín Vranický, Carl Ditters von Dittersdorf, Antonín Kammel i inni. Szczególnie dużą liczbę utworów zwanych kasacjami pozostawił Joseph Haydn: 126 triów na baryton, skrzypce (lub altówkę) i wiolonczelę, 25 duetów na baryton i inny instrument smyczkowy (skrzypce, wiolonczela, altówka, kontrabas).
Pod koniec XVIII wieku zarówno termin „kasacja”, jak i sama forma muzyczna wyszły z mody i zostały wyparta przez inne formy instrumentalne.

## Muzyka nowsza

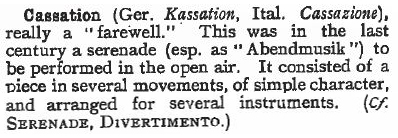
Hugo Riemann, Dictionary of Music (prawdopodobnie 1896) str. 123-124, definicja kasacji (cassation).

Termin „cassation” był sporadycznie używany także w XX wieku:
- Jean Sibelius (1865–1957), kompozytor fiński, napisał Cassazione na małą orkiestrę op. 6 (1904)[15] – jednoczęściowy utwór orkiestrowy przypominającego divertimento.
- Malcolm Williamson (1931–2003), kompozytor australijski, skomponował serię dziesięciu mini-oper z udziałem publiczności (skierowanych zwłaszcza do dzieci), które nazwał „cassations”[16].
- Riccardo Malipiero (1914–2003), kompozytor włoski, napisał sekstet smyczkowy zatytułowany Cassazione for String Sextet[17].

Z kolei nazwy Kassation użyli:
- Josef Schelb (1894–1977), kompozytor niemiecki – Kassation für sechs Gamben (1959);
- Heinrich Gattermeyer (1923–2018), kompozytor austriacki – Kassation (Trio) I Op. 109/1 oraz Kassation II Op. 109/2 na flet, altówkę i gitarę[18].

## Etymologia
Pochodzenie tego terminu muzycznego jest niepewne i istnieje na ten temat kilka hipotez.
Ponieważ kasacje Mozarta KV 63 i KV 99 zaczynają się marszami, pojawiały się sugestie, iż nazwa pochodzi od włoskiego cassa – bęben, który często towarzyszył kasacjom.
Inni uważają, że termin ten wywodzi się od włoskiego cassare – odprawić, oznaczającego pożegnanie muzyczne, czyli Abschiedsmusik. H.Ch. Koch uważa, że ponieważ termin Cassatio (z włoskiego Cassazione) oznacza dosłownie odprawienie i niewątpliwie określa on utwór, którym kończy się wykonanie muzyki i „odprawia” słuchaczy. Taką interpertację sugeruje również termin używany na określenie niektórych utworów W.A. Mozarta: Final-Musik (muzyka końcowa), np. Serenade (Final Musik oder Cassation) D-dur KV 100, choć w tym wypadku chodziło o muzykę na uroczystość zakończenia studiów.
Przywołano również francuskie słowo casse (złamać), wychodząc z założenia, że porządek utworu można „złamać”, wykonując części w dowolnej kolejności.

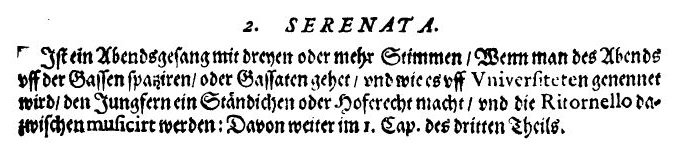
Michael Praetorius Syntagma Musica tom III, Wolfenbüttel 1619. Rozdz. VI, s. 18 – definicja serenaty.

Najbardziej prawdopodobne jest jednak, iż termin ten odzwierciedla plenerowy charakter kasacji i powstał z przekształcenia austriackiego słowa dialektalnego gassatim (chodzić po ulicy). Gassatim gehen (spacerować po ulicy) było wyrażeniem powszechnie używanym przez XVIII-wiecznych muzyków austriackich w odniesieniu do występów ulicznych.
Podobnych słów użył wcześniej niemiecki teoretyk muzyki, kompozytor i organista Michael Praetorius w swoim traktacie Syntagma musicum. W rozdziale VI części III „O utworach używanych na gassatach (Gassaten) i maskaradach” czytamy: „Serenata jest to pieśń wieczorna (Abendgesang) na trzy lub więcej głosów, [wykonywana], kiedy ktoś wieczorem przechadza się po ulicach (Gassen spatziren) lub wychodzi na ulice (Gassaten gehet), zabawiając młode damy”.